# 853 Nansenia
853 Nansenia
853 Nansenia là một tiểu hành tinh ở vành đai chính. Nó được S. Beljavskij phát hiện ngày 2.4.1916 ở Simeiz (Krym, Ukraina), và được đặt theo tên Fridtjof Nansen, nhà thám hiểm địa cực người Na Uy.